# Тихонов, Виталий Викторович (футболист)
Виталий Викторович Тихонов (31 января 1984, Казань, Татарская АССР, РСФСР, СССР) — российский футболист, играл на позиции защитника.

## Клубная карьера
Является воспитанником «Рубина». С 2000 по 2008 годы играл за вторую и молодёжную команду «Рубина». В 2009 году выступал за казахстанский «Восток» из Усть-Каменогорска, за который в чемпионате страны провёл 18 матчей. В январе 2010 года покинул «Восток» и отправился на просмотр в белорусский «Витебск». В 2011 году играл за дзержинский «Химик». Профессиональную карьеру завершил в 2015 году в кировском «Динамо».